# Toni Braxton/Auszeichnungen für Musikverkäufe

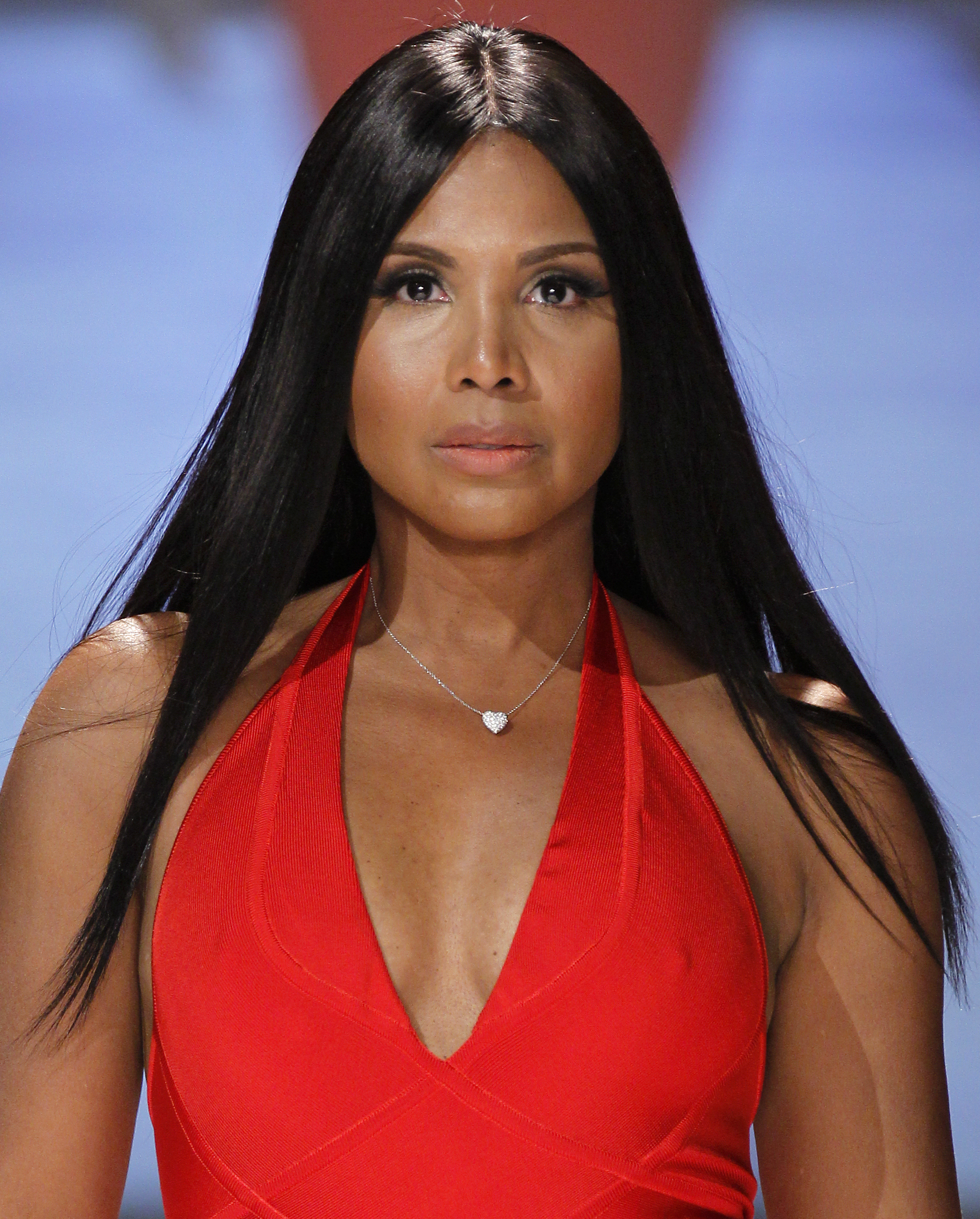
Toni Braxton (2013)

Dies ist eine Übersicht über die Auszeichnungen für Musikverkäufe des US-amerikanischen Soul- und R&B-Sängerin Toni Braxton. Die Auszeichnungen finden sich nach ihrer Art (Gold, Platin usw.), nach Staaten getrennt in chronologischer Reihenfolge, geordnet sowie nach den Tonträgern selbst, ebenfalls in chronologischer Reihenfolge, getrennt nach Medium (Alben, Singles usw.), wieder.

## Auszeichnungen
| - Vereinigtes Königreich - 1994: für die Single Breathe Again - 2016: für die Single You’re Makin’ Me High - Australien - 1994: für das Album Toni Braxton - 2000: für das Album The Heat - 2000: für die Single He Wasn’t Man Enough - Belgien - 1997: für die Single I Don’t Want To - 2000: für die Single He Wasn’t Man Enough - 2000: für das Album The Heat - Brasilien - 2004: für das Album The Heat - 2009: für das Videoalbum From Toni with Love... The Video Collection - Dänemark - 2024: für die Single Un-Break My Heart - Deutschland - 2000: für das Album The Heat - Finnland - 1997: für das Album Secrets - Frankreich - 1996: für die Single Un-Break My Heart - 1997: für das Album Secrets - Japan - 1997: für das Album Toni Braxton - 2000: für das Album The Heat - Neuseeland - 1997: für die Single Un-Break My Heart - 1997: für das Album Secrets - Niederlande - 1994: für das Album Toni Braxton - 2000: für das Album The Heat - Österreich - 1997: für die Single Un-Break My Heart - Schweiz - 1997: für die Single Un-Break My Heart - 2000: für das Album The Heat - Spanien - 1997: für das Album Secrets - Vereinigte Staaten - 1993: für die Single Another Sad Love Song - 1993: für die Single Breathe Again - 1994: für die Single You Mean the World to Me - 1994: für das Videoalbum The Hit Video Collection - 1997: für die Single I Don’t Want To - 2000: für die Single He Wasn’t Man Enough - 2001: für das Album Snowflakes - 2002: für das Album More Than a Woman - 2005: für das Album Libra - Vereinigtes Königreich - 1994: für das Album Toni Braxton - 2000: für das Album The Heat - 2013: für das Album Ultimate - 2021: für die Single He Wasn’t Man Enough | - Australien - 1994: für die Single Breathe Again - 1996: für die Single You’re Makin’ Me High - 1997: für die Single Un-Break My Heart - Belgien - 1997: für das Album Secrets - 1997: für die Single Un-Break My Heart - Brasilien - 2007: für das Album The Best So Far - Deutschland - 1997: für das Album Secrets - 1997: für die Single Un-Break My Heart - Japan - 1998: für das Album Secrets - Neuseeland - 1994: für die Single Breathe Again - 1994: für das Album Toni Braxton - 1996: für die Single You’re Makin’ Me High - 2000: für die Single He Wasn’t Man Enough - Niederlande - 1997: für die Single Un-Break My Heart - Norwegen - 1997: für das Album Secrets - Österreich - 1997: für das Album Secrets - Polen - 1997: für das Album Secrets - Schweden - 1997: für das Album Secrets - 1997: für die Single Un-Break My Heart - Vereinigte Staaten - 1996: für die Single You’re Makin’ Me High - 1996: für die Single Un-Break My Heart | - Australien - 1997: für das Album Secrets - Kanada - 1995: für das Album Toni Braxton - Niederlande - 1997: für das Album Secrets - Norwegen - 1997: für die Single Un-Break My Heart - Schweiz - 1998: für das Album Secrets - Vereinigte Staaten - 2000: für das Album The Heat - Vereinigtes Königreich - 1997: für das Album Secrets - 2022: für die Single Un-Break My Heart - Europa - 1997: für das Album Secrets - Kanada - 1997: für das Album Secrets - Vereinigte Staaten - 1997: für das Album Toni Braxton - 2000: für das Album Secrets |

## Auszeichnungen nach Alben

### Toni Braxton
| Land/Region                  | Auszeichnungen für Musikverkäufe (Land/Region, Auszeichnung, Verkäufe) | Verkäufe  |
| ---------------------------- | ---------------------------------------------------------------------- | --------- |
| Australien (ARIA)            | Gold                                                                   | 35.000    |
| Japan (RIAJ)                 | Gold                                                                   | 100.000   |
| Kanada (MC)                  | 2× Platin                                                              | 200.000   |
| Neuseeland (RMNZ)            | Platin                                                                 | 15.000    |
| Niederlande (NVPI)           | Gold                                                                   | 50.000    |
| Vereinigte Staaten (RIAA)    | 8× Platin                                                              | 8.000.000 |
| Vereinigtes Königreich (BPI) | Gold                                                                   | 100.000   |
| Insgesamt                    | 4× Gold · 11× Platin ·                                                 | 8.500.000 |

### Secrets
| Land/Region                  | Auszeichnungen für Musikverkäufe (Land/Region, Auszeichnung, Verkäufe) | Verkäufe   |
| ---------------------------- | ---------------------------------------------------------------------- | ---------- |
| Australien (ARIA)            | 2× Platin                                                              | 140.000    |
| Belgien (BRMA)               | Platin                                                                 | (50.000)   |
| Deutschland (BVMI)           | Platin                                                                 | (500.000)  |
| Europa (IFPI)                | 3× Platin                                                              | 3.000.000  |
| Finnland (IFPI)              | Gold                                                                   | (35.227)   |
| Frankreich (SNEP)            | Gold                                                                   | (100.000)  |
| Japan (RIAJ)                 | Platin                                                                 | 200.000    |
| Kanada (MC)                  | 7× Platin                                                              | 700.000    |
| Neuseeland (RMNZ)            | Gold                                                                   | 7.500      |
| Niederlande (NVPI)           | 2× Platin                                                              | (200.000)  |
| Norwegen (IFPI)              | Platin                                                                 | (50.000)   |
| Österreich (IFPI)            | Platin                                                                 | (50.000)   |
| Polen (ZPAV)                 | Platin                                                                 | (100.000)  |
| Schweden (IFPI)              | Platin                                                                 | (80.000)   |
| Schweiz (IFPI)               | 2× Platin                                                              | (100.000)  |
| Spanien (Promusicae)         | Gold                                                                   | (50.000)   |
| Vereinigte Staaten (RIAA)    | 8× Platin                                                              | 8.000.000  |
| Vereinigtes Königreich (BPI) | 2× Platin                                                              | (600.000)  |
| Insgesamt                    | 4× Gold · 34× Platin ·                                                 | 12.047.500 |

### The Heat
| Land/Region                  | Auszeichnungen für Musikverkäufe (Land/Region, Auszeichnung, Verkäufe) | Verkäufe  |
| ---------------------------- | ---------------------------------------------------------------------- | --------- |
| Australien (ARIA)            | Gold                                                                   | 35.000    |
| Belgien (BRMA)               | Gold                                                                   | 25.000    |
| Brasilien (PMB)              | Gold                                                                   | 100.000   |
| Deutschland (BVMI)           | Gold                                                                   | 250.000   |
| Japan (RIAJ)                 | Gold                                                                   | 100.000   |
| Niederlande (NVPI)           | Gold                                                                   | 40.000    |
| Schweiz (IFPI)               | Gold                                                                   | 25.000    |
| Vereinigte Staaten (RIAA)    | 2× Platin                                                              | 2.000.000 |
| Vereinigtes Königreich (BPI) | Gold                                                                   | 175.000   |
| Insgesamt                    | 8× Gold · 2× Platin ·                                                  | 2.750.000 |

### Snowflakes
| Land/Region               | Auszeichnungen für Musikverkäufe (Land/Region, Auszeichnung, Verkäufe) | Verkäufe |
| ------------------------- | ---------------------------------------------------------------------- | -------- |
| Vereinigte Staaten (RIAA) | Gold                                                                   | 500.000  |
| Insgesamt                 | 1× Gold ·                                                              | 500.000  |

### More Than a Woman
| Land/Region               | Auszeichnungen für Musikverkäufe (Land/Region, Auszeichnung, Verkäufe) | Verkäufe |
| ------------------------- | ---------------------------------------------------------------------- | -------- |
| Vereinigte Staaten (RIAA) | Gold                                                                   | 500.000  |
| Insgesamt                 | 1× Gold ·                                                              | 500.000  |

### Ultimate
| Land/Region                  | Auszeichnungen für Musikverkäufe (Land/Region, Auszeichnung, Verkäufe) | Verkäufe |
| ---------------------------- | ---------------------------------------------------------------------- | -------- |
| Vereinigtes Königreich (BPI) | Gold                                                                   | 100.000  |
| Insgesamt                    | 1× Gold ·                                                              | 100.000  |

### Libra
| Land/Region               | Auszeichnungen für Musikverkäufe (Land/Region, Auszeichnung, Verkäufe) | Verkäufe |
| ------------------------- | ---------------------------------------------------------------------- | -------- |
| Vereinigte Staaten (RIAA) | Gold                                                                   | 500.000  |
| Insgesamt                 | 1× Gold ·                                                              | 500.000  |

### The Best So Far
| Land/Region     | Auszeichnungen für Musikverkäufe (Land/Region, Auszeichnung, Verkäufe) | Verkäufe |
| --------------- | ---------------------------------------------------------------------- | -------- |
| Brasilien (PMB) | Platin                                                                 | 60.000   |
| Insgesamt       | 1× Platin ·                                                            | 60.000   |

## Auszeichnungen nach Singles

### Another Sad Love Song
| Land/Region               | Auszeichnungen für Musikverkäufe (Land/Region, Auszeichnung, Verkäufe) | Verkäufe |
| ------------------------- | ---------------------------------------------------------------------- | -------- |
| Vereinigte Staaten (RIAA) | Gold                                                                   | 500.000  |
| Insgesamt                 | 1× Gold ·                                                              | 500.000  |

### Breathe Again
| Land/Region                  | Auszeichnungen für Musikverkäufe (Land/Region, Auszeichnung, Verkäufe) | Verkäufe |
| ---------------------------- | ---------------------------------------------------------------------- | -------- |
| Australien (ARIA)            | Platin                                                                 | 70.000   |
| Neuseeland (RMNZ)            | Platin                                                                 | 10.000   |
| Vereinigte Staaten (RIAA)    | Gold                                                                   | 500.000  |
| Vereinigtes Königreich (BPI) | Silber                                                                 | 200.000  |
| Insgesamt                    | 1× Silber · 1× Gold · 2× Platin ·                                      | 780.000  |

### You Mean the World to Me
| Land/Region               | Auszeichnungen für Musikverkäufe (Land/Region, Auszeichnung, Verkäufe) | Verkäufe |
| ------------------------- | ---------------------------------------------------------------------- | -------- |
| Vereinigte Staaten (RIAA) | Gold                                                                   | 500.000  |
| Insgesamt                 | 1× Gold ·                                                              | 500.000  |

### You’re Makin’ Me High
| Land/Region                  | Auszeichnungen für Musikverkäufe (Land/Region, Auszeichnung, Verkäufe) | Verkäufe  |
| ---------------------------- | ---------------------------------------------------------------------- | --------- |
| Australien (ARIA)            | Platin                                                                 | 70.000    |
| Neuseeland (RMNZ)            | Platin                                                                 | 10.000    |
| Vereinigte Staaten (RIAA)    | Platin                                                                 | 1.000.000 |
| Vereinigtes Königreich (BPI) | Silber                                                                 | 200.000   |
| Insgesamt                    | 1× Silber · 3× Platin ·                                                | 1.280.000 |

### Un-Break My Heart
| Land/Region                  | Auszeichnungen für Musikverkäufe (Land/Region, Auszeichnung, Verkäufe) | Verkäufe  |
| ---------------------------- | ---------------------------------------------------------------------- | --------- |
| Australien (ARIA)            | Platin                                                                 | 70.000    |
| Belgien (BRMA)               | Platin                                                                 | 50.000    |
| Dänemark (IFPI)              | Gold                                                                   | 45.000    |
| Deutschland (BVMI)           | Platin                                                                 | 500.000   |
| Frankreich (SNEP)            | Gold                                                                   | 250.000   |
| Neuseeland (RMNZ)            | Gold                                                                   | 5.000     |
| Niederlande (NVPI)           | Platin                                                                 | 75.000    |
| Norwegen (IFPI)              | 2× Platin                                                              | 40.000    |
| Österreich (IFPI)            | Gold                                                                   | 25.000    |
| Schweden (IFPI)              | Platin                                                                 | 30.000    |
| Schweiz (IFPI)               | Gold                                                                   | 25.000    |
| Vereinigte Staaten (RIAA)    | Platin                                                                 | 1.000.000 |
| Vereinigtes Königreich (BPI) | 2× Platin                                                              | 1.200.000 |
| Insgesamt                    | 5× Gold · 10× Platin ·                                                 | 3.030.000 |

### I Don’t Want To
| Land/Region               | Auszeichnungen für Musikverkäufe (Land/Region, Auszeichnung, Verkäufe) | Verkäufe |
| ------------------------- | ---------------------------------------------------------------------- | -------- |
| Belgien (BRMA)            | Gold                                                                   | 25.000   |
| Vereinigte Staaten (RIAA) | Gold                                                                   | 500.000  |
| Insgesamt                 | 2× Gold ·                                                              | 525.000  |

### He Wasn’t Man Enough
| Land/Region                  | Auszeichnungen für Musikverkäufe (Land/Region, Auszeichnung, Verkäufe) | Verkäufe  |
| ---------------------------- | ---------------------------------------------------------------------- | --------- |
| Australien (ARIA)            | Gold                                                                   | 35.000    |
| Belgien (BRMA)               | Gold                                                                   | 25.000    |
| Neuseeland (RMNZ)            | Platin                                                                 | 10.000    |
| Vereinigte Staaten (RIAA)    | Gold                                                                   | 600.000   |
| Vereinigtes Königreich (BPI) | Gold                                                                   | 400.000   |
| Insgesamt                    | 4× Gold · 1× Platin ·                                                  | 1.070.000 |

## Auszeichnungen nach Videoalben

### The Hit Video Collection
| Land/Region               | Auszeichnungen für Musikverkäufe (Land/Region, Auszeichnung, Verkäufe) | Verkäufe |
| ------------------------- | ---------------------------------------------------------------------- | -------- |
| Vereinigte Staaten (RIAA) | Gold                                                                   | 50.000   |
| Insgesamt                 | 1× Gold ·                                                              | 50.000   |

### From Toni with Love... The Video Collection
| Land/Region     | Auszeichnungen für Musikverkäufe (Land/Region, Auszeichnung, Verkäufe) | Verkäufe |
| --------------- | ---------------------------------------------------------------------- | -------- |
| Brasilien (PMB) | Gold                                                                   | 25.000   |
| Insgesamt       | 1× Gold ·                                                              | 25.000   |

## Statistik und Quellen
| Land/RegionAuszeichnungen für Musikverkäufe (Land/Region, Auszeichnungen, Verkäufe, Quellen) | Silber     | Gold       | Platin       | Verkäufe    | Quellen                                                     |
| -------------------------------------------------------------------------------------------- | ---------- | ---------- | ------------ | ----------- | ----------------------------------------------------------- |
| Australien (ARIA)                                                                            | —          | 3× Gold3   | 5× Platin5   | 455.000     | aria.com.au                                                 |
| Belgien (BRMA)                                                                               | —          | 3× Gold3   | 2× Platin2   | 175.000     | ultratop.be                                                 |
| Brasilien (PMB)                                                                              | —          | 3× Gold3   | Platin1      | 230.000     | pro-musicabr.org.br                                         |
| Deutschland (BVMI)                                                                           | —          | Gold1      | 2× Platin2   | 1.250.000   | musikindustrie.de                                           |
| Europa (IFPI)                                                                                | —          | —          | 3× Platin3   | (3.000.000) | ifpi.org (Memento vom 15. Oktober 2013 im Internet Archive) |
| Finnland (IFPI)                                                                              | —          | Gold1      | —            | 35.227      | ifpi.fi                                                     |
| Frankreich (SNEP)                                                                            | —          | 2× Gold2   | —            | 350.000     | infodisc.fr snepmusique.com                                 |
| Japan (RIAJ)                                                                                 | —          | 2× Gold2   | Platin1      | 400.000     | riaj.or.jp                                                  |
| Kanada (MC)                                                                                  | —          | —          | 9× Platin9   | 900.000     | musiccanada.com                                             |
| Neuseeland (RMNZ)                                                                            | —          | 2× Gold2   | 4× Platin4   | 65.000      | aotearoamusiccharts.co.nz                                   |
| Niederlande (NVPI)                                                                           | —          | 2× Gold2   | 3× Platin3   | 365.000     | nvpi.nl                                                     |
| Norwegen (IFPI)                                                                              | —          | —          | 3× Platin3   | 90.000      | ifpi.no                                                     |
| Österreich (IFPI)                                                                            | —          | Gold1      | Platin1      | 75.000      | ifpi.at                                                     |
| Polen (ZPAV)                                                                                 | —          | —          | Platin1      | 100.000     | olis.pl                                                     |
| Schweden (IFPI)                                                                              | —          | —          | 2× Platin2   | 110.000     | Einzelnachweise                                             |
| Schweiz (IFPI)                                                                               | —          | 2× Gold2   | 2× Platin2   | 150.000     | hitparade.ch                                                |
| Spanien (Promusicae)                                                                         | —          | Gold1      | —            | 50.000      | elportaldemusica.es                                         |
| Vereinigte Staaten (RIAA)                                                                    | —          | 9× Gold9   | 20× Platin20 | 24.150.000  | riaa.com                                                    |
| Vereinigtes Königreich (BPI)                                                                 | 2× Silber2 | 4× Gold4   | 4× Platin4   | 2.975.000   | bpi.co.uk                                                   |
| Insgesamt                                                                                    | 2× Silber2 | 36× Gold36 | 63× Platin63 |             |                                                             |